# 1881 en Suisse
Chronologie de la Suisse
- 1877
- 1878
- 1879
- 1880
- 1881
- 1882
- 1883
- 1884
- 1885

Chronologie de la Suisse
1880 en Suisse - 1881 en Suisse - 1882 en Suisse

## Gouvernement au1erjanvier 1881
- Conseil fédéral[1]
  - Numa Droz (PRD), président de la Confédération
  - Simeon Bavier (PRD), vice-président de la Confédération
  - Louis Ruchonnet (PRD)
  - Emil Welti (PDC)
  - Karl Schenk (PRD)
  - Bernhard Hammer (PRD)
  - Wilhelm Hertenstein (PRD)

## Évènements

### Janvier
Samedi 1er janvier 
- Premier numéro du quotidien L’Impartial, paraissant à La Chaux-de-Fonds (NE).

 Vendredi 21 janvier 
- Décès à Berne, à l’âge de 78 ans, de l’ancien conseiller fédéral  Wilhelm Matthias Naeff (PRD, SG).

### Février
Dimanche 6 février 
- Décès à Washington, à l’âge de 73 ans du juriste d’origine neuchâteloise Georges-Auguste Matile.

 Mardi 22 février 
- Karl Hoffmann (PRD, SG) est élu au Conseil fédéral. Il refuse son élection.

### Mars
Jeudi 3 mars 
- Élection au Conseil fédéral d’Louis Ruchonnet (PRD, VD).

 Mercredi 30 mars 
- Premier numéro de la Wochenblatt für die Landschaft Davos, prédécesseur de la Davoser Zeitung.

### Avril
Mardi 12 avril 
- Entrée en vigueur de la loi fédérale concernant les opérations des agences d'émigration.

### Mai
Dimanche 1er mai 
- Création à Zurich de l’Institut suisse de météorologie.

 Mercredi 11 mai 
- Décès à Genève, à l’âge de 60 ans, de l’écrivain Henri-Frédéric Amiel.

### Juin
Samedi 25 juin 
- Un incendie ravage le village d’Isérables (VS). 180 bâtiments sont détruits

### Juillet
Jeudi 21 juillet 
- Décès à Zurich, à l’âge de 80 ans, de Ferdinand Keller, auteur d’une théorie des palafittes lui ayant valu une notoriété internationale.

 Samedi 30 juillet 
- Début du Tir fédéral à Fribourg.

### Août
Jeudi 4 août 
- Le village de Maienfeld (GR) est ravagé par un incendie. 18 immeubles sont anéanties et 25 familles se retrouvent sans abri.

 Vendredi 12 août 
- Entrée en vigueur de la loi fédérale concernant les élections des membres du conseil national.

### Septembre
Dimanche 11 septembre 
- À la suite de pluies persistantes, un éboulement se produit à Elm (GL). Dix millions de tonnes de rochers s’abattent sur le village, causant la mort de 115 personnes.

### Octobre
Samedi 1er octobre 
- Entrée en vigueur de la loi fédérale portant sur l’augmentation du nombre des membres du conseil de l'école polytechnique et la suppression du cours préparatoire dans cet établissement.

 Mercredi 11 octobre 
- Entrée en vigueur de la loi fédérale sur la responsabilité civile des fabricants.
- Entrée en vigueur de la loi fédérale concernant l'organisation du département fédéral du commerce et l'agriculture.

 Vendredi 21 octobre 
- Décès à Karlsruhe (Bade-Wurtemberg), à l’âge de 73 ans, du juriste Johann Caspar  Bluntschli.

### Novembre
Samedi 26 novembre 
- Ouverture du casino de Montreux (VD).

### Décembre
Vendredi 9 décembre 
- Décès à Zurich, à l’âge de 60 ans, de l’ingénieur Carl Culmann.

 Jeudi 22 décembre 
- Débuts des festivités de la célébration du 400e anniversaire de l'entrée de Fribourg dans la Confédération.